# Jet Set Radio Future
Jet Set Radio Future (JSRF ジェットセットラジオフューチャー Jetto Setto Rajio Fyūchā?) es un videojuego de acción de 2002 desarrollado por Smilebit y publicado por Sega para Xbox; es una secuela del juego de Dreamcast Jet Set Radio (2000). Como una nueva versión del juego original, presenta mecánicas de juego refinadas, gráficos actualizados, entornos de mundo abierto más grandes, nuevos personajes, una trama alterada, una nueva banda sonora y un modo de juego multijugador. El jugador controla a los miembros de la pandilla callejera juvenil, los GG, que usan patines en línea para atravesar un Tokio futurista, pintando grafitis, desafiando a las pandillas rivales y evadiendo a las autoridades. Jet Set Radio Future usa un estilo de animación cel-shaded como el original.
Al igual que su predecesor, Jet Set Radio Future recibió elogios generalizados de la crítica por su jugabilidad, banda sonora y gráficos. Ganó varios premios y fue nominado a muchos otros. El juego se lanzó inicialmente como un título de lanzamiento de Xbox en las regiones japonesa y europea. Después de su lanzamiento inicial, se incluyó con las nuevas consolas Xbox con Sega GT 2002 en un DVD de dos juegos. Actualmente se está desarrollando un tercer juego de "Jet Set Radio".

## Jugabilidad
Jet Set Radio Future se juega de forma similar a Jet Set Radio, en el que el jugador controla a un miembro de una banda de patinadores en línea llamados los GG para hacerse con el control de un Tokio futurista. Los jugadores pueden grind a través de raíles y postes, realizar varios trucos mientras patinan, realizar varios trucos en el aire, patinar hacia atrás y usar impulsos en el suelo y sobre raíles para moverse más rápido. Cuando un jugador patina rápido, puede detenerse rápidamente realizando un movimiento avanzado de patinaje en línea llamado powerslide.
Gran parte del juego requiere que el jugador busque grafitis dejados por otras bandas y rocíe sobre ellos con los suyos. Para ello, los jugadores deberán recolectar latas de aerosol esparcidas por cada escenario. La pulverización es más sencilla que en el último juego, ya que la pulverización manual sobre grafitis grandes se ha reemplazado por múltiples objetivos de pulverización según el tamaño de la grafiti. A diferencia de "Jet Set Radio", no hay límite de tiempo y los objetivos de pulverización se pueden completar en cualquier momento.
Los escenarios de mundo abierto en el nivel son más grandes y ahora están interconectados, se eliminaron los límites de tiempo y, a menudo, presentan múltiples objetivos. Estos van desde imitar el truco de un rival o vencer a otros patinadores en una carrera. La policía, que anteriormente perseguía al jugador en el último juego, ahora aparece en áreas específicas, y el jugador tiene la tarea de detenerlos cargándolos y rociándolos para derrotarlos. Cada área tiene elementos ocultos para recolectar, incluidos Graffiti Souls, que desbloquean nuevos diseños de graffiti, y Hidden Tapes, que desbloquean misiones adicionales donde se pueden ganar más Graffiti Souls. El juego cuenta con modo multijugador para hasta 4 jugadores y varios modos multijugador. El juego también cuenta con la opción de diseñar tus propias etiquetas.

## Trama
En un Tokio futurista, un grupo de patinadores adolescentes llamados GG compiten por el control de las calles de Tokio contra grupos rivales. El Grupo Rokkaku, una megacorporación, se ha apoderado de gran parte de la ciudad y su líder es el nuevo alcalde de la ciudad. El grupo está oprimiendo a la gente, quitándoles la libertad de expresión y de palabra, y está obligando a otros miembros de pandillas a ceder su territorio utilizando la corrupta fuerza policial de Tokio.
El juego comienza con el personaje del jugador, Yoyo, quien debe completar un conjunto de ejercicios de entrenamiento básicos de Gum para demostrar que es digno de unirse a los GG. Después de completar estos desafíos, el juego es interrumpido por una transmisión de radio pirata de 'DJ Profesor K' que informa al jugador sobre la agitación en Tokio. Después de esta escena, el jugador es liberado en Tokio, donde cubre la colina Dogenzaka con grafitis, compite con un nuevo patinador llamado Beat y lucha contra el autoritario Grupo Rokkaku y su fuerza policial, la Policía de Rokkaku.
Durante el juego, los GG reclutan a varios miembros mientras se pelean con otras bandas como Poison Jam y Rapid 99 que toman sus respectivos territorios mientras también protegen los suyos. Los GG eventualmente tienen que enfrentarse a más discípulos del Grupo Rokkaku como los Noise Tanks y los Golden Rhinos, lo que eventualmente conduce a un enfrentamiento contra el alcalde de Tokio, Rokkaku Gouji. Gouji intenta lanzar un evento conocido como "Rokkaku Expo", intentando quitarle a los ciudadanos de Tokio el libre albedrío y eventualmente al mundo, pero es derrotado por los GG al final. Durante los créditos finales, DJ Professor K repasa cómo el dinero y la codicia pueden corromper a la humanidad, lo que finalmente llevó a la desaparición de Gouji. En una escena posterior a los créditos, DJ Professor K recibe un aviso sobre que las calles están nuevamente en problemas, cuestionando quién "responderá al llamado".

## Desarrollo y lanzamiento
Jet Set Radio Future fue inicialmente acuñado con el nombre de Jet Set Radio 2 y fue programado como un juego de Dreamcast. El diseñador artístico principal, Ryuta Ueda, y el compositor, Hideki Naganuma, declararon que el juego no es una continuación del Jet Set Radio original, sino una nueva versión que se desarrolla en una realidad alternativa. Después de la discontinuación de Dreamcast, Sega abandonó el mercado de consolas y comenzó a desarrollar y publicar juegos para otras plataformas, incluido el amplio soporte para la Xbox de Microsoft. Durante el Tokyo Game Show de 2001, Microsoft y Sega anunciaron una alianza estratégica a largo plazo para llevar futuras versiones de los grandes juegos de Sega a la Xbox. Ambas corporaciones anunciaron una alianza editorial de 11 títulos para estrenar muchos de los próximos juegos de Sega en la plataforma. El director de Xbox, Robert J. Bach, Robbie Bach, afirmó: "Tener a Sega a bordo con Xbox es una gran victoria para los jugadores de todo el mundo". Bach también afirmó: "Los artistas creativos de Sega no solo van a ofrecer grandes juegos para Xbox, sino que nos ayudarán a establecer el punto de referencia para las grandes experiencias de juego de Xbox tanto en línea como fuera de línea". Peter Moore, presidente y director ejecutivo de Sega of America, afirmó: "Creemos que Microsoft tendrá mucho éxito con Xbox, por lo que tenemos una relación tan estrecha y estratégica con ellos. Nuestros estudios de desarrollo, reconocidos a nivel mundial, han quedado muy impresionados con el hardware de Xbox y están entusiasmados por ofrecer nuevas experiencias de juego a los consumidores aprovechando la potencia y las capacidades de red de la plataforma. Compartimos el compromiso de Microsoft con los juegos en línea de banda ancha y trabajaremos con ellos para ofrecer el mejor contenido posible a los jugadores".
Jet Set Radio Future se mostró públicamente por primera vez en 2001 en el E3 y el Tokyo Game Show. También se anunció bajo el nombre de Jet Grind Radio Future, para mantener la coherencia con el lanzamiento del juego anterior en América del Norte debido a los problemas de marca registrada de "Jet Set" en ese momento. El juego volvió a su nombre original cuando se resolvieron los problemas de marca registrada. Jet Set Radio Future se lanzó como un título de lanzamiento de Xbox tanto en Japón como en Europa. En 2002, se lanzó por primera vez en Japón el 22 de febrero, seguido por América del Norte el 26 de febrero, y Europa el 14 de marzo.
A finales de 2002, Sega y Microsoft llegaron a un acuerdo para que "Jet Set Radio Future" y "Sega GT 2002" se incluyeran en un DVD con dos juegos en la Xbox. El director de marketing de Xbox, David Hufford, afirmó que el nuevo paquete estaba diseñado para impulsar aún más la base instalada de Xbox y era una excelente manera de llegar a los consumidores que buscaban una gran relación calidad-precio durante la temporada navideña.

### Banda sonora
La banda sonora contiene un total de 34 canciones y se reproduce en un formato premezclado que consta de ciertas listas de reproducción dirigidas a cada capítulo y a ciertos niveles, aunque hay una gramola. El tema principal del juego se llama "El concepto del amor". Además de los compositores de videojuegos que regresan del primer juego Hideki Naganuma y Richard Jacques, la banda sonora presenta artistas como la banda de indie rock Guitar Vader, el proyecto paralelo de Beastie Boys Adrock BS 2000, el grupo de hip hop/breakbeat Scapegoat Wax, la banda de indie pop Bis, The Latch Brothers (incluido Mike D de los Beastie Boys, Chris "Wag" Wagner y Kenny Tick Salcido), la banda de rock Cibo Matto, el colectivo musical Bran Van 3000 y el grupo de hip hop The Prunes.
Se entregó un CD con la banda sonora del juego, titulado Jet Set Radio Future Music Sampler, a las personas que reservaron el juego en los Estados Unidos, con 11 pistas del juego. Fue publicado por Wave Master y distribuido por Grand Royal. El álbum en CD titulado Jet Set Radio Future Original Sound Tracks (SCDC-00166), fue lanzado por Scitron Discs el 20 de marzo de 2002, con 22 pistas del juego y fue distribuido por Sony Music Distribution (Japón) Inc. Para el lanzamiento en HD del original Jet Set Radio, un nuevo álbum en CD titulado Jet Set Radio: Original Soundtrack with Bonus Tracks from JSRF fue distribuido por Sumthing Else el 18 de septiembre de 2012 para América del Norte y Europa, que contiene 17 pistas, incluidas 7 de Jet Set Radio Future. El último álbum, titulado Jet Set Radio Future SEGA Original Tracks, fue lanzado digitalmente por Sega y contiene 20 pistas. Fue lanzado en iTunes y servicios de streaming el 3 de octubre de 2012 junto con Jet Set Radio SEGA Original Tracks, creado para el lanzamiento en HD del juego original.

## Recepción

### Recepción crítica
Jet Set Radio Future fue aclamado por la crítica y recibió críticas "generalmente favorables" según GameRankings y Metacritic En Japón, Famitsu le dio una puntuación de 32 sobre 40.
El juego fue galardonado como "Juego deportivo original destacado" y fue nominado a "Animación destacada en un motor de juego", "Dirección artística destacada en un motor de juego" y "Banda sonora original destacada" por la Academia Nacional de Revisores Comerciales de Videojuegos. IGN lo llamó "uno de los títulos más geniales que existen", pero dijo que tampoco logró alcanzar el estatus de clásico porque "no fue un desafío suficiente". GameSpot lo describió como "uno de los mejores juegos de Xbox hasta la fecha" y no estuvo de acuerdo con IGN, afirmando que el juego "ofrecía un desafío serio". La publicación lo nombró el segundo mejor videojuego de febrero de 2002, y ganó los premios anuales "Mejor juego de plataformas", "Mejor música" y "Mejores gráficos (artísticos)" entre los juegos de Xbox. Recibió una nominación para el premio "Juego del año" de Xbox, pero perdió ante MechAssault. A pesar de las críticas positivas, no tuvo muchas ventas. Fue nominado al premio "Mejor juego que nadie ha jugado en Xbox" de GameSpot, y obtuvo el título del juego más injustamente ignorado en los premios OXM UK el año de su lanzamiento. Durante los 6th Annual Interactive Achievement Awards, la Academia de Artes y Ciencias Interactivas nominó a Jet Set Radio Future para el "Juego de Acción/Aventura para Consola del Año".
En 2009, Edge clasificó al juego en el puesto número 44 en su lista de "Los 100 mejores juegos para jugar hoy", escribiendo: "La banda sonora es incomparable, y ya sea deslizándose verticalmente por un dragón de 200 pies, saltando sobre las barandillas de Shibuya o simplemente conduciendo en sentido contrario por una calle de un solo sentido, no hay ningún otro lugar que sea tan emocionante para simplemente viajar". El juego también apareció en 1001 videojuegos que debes jugar antes de morir. En 2016, Watchmojo lo clasificó como el 9.º mejor juego multijugador de Xbox, afirmando cómo los cinco modos multijugador agregaron aún más profundidad al juego y lo calificó como un juego increíble para obtener ya que su tono único, fácil accesibilidad y brillante diseño de niveles lo convirtieron en un juego que vale la pena comprar por sí solo.

### Ventas
Jet Set Radio Future vendió 80,000 unidades en Estados Unidos en sus primeros seis meses. Se vendieron un total de 28,433 unidades en Japón.

## Legado y fandom
Jet Set Radio Future apareció brevemente en el vídeo musical de "Hella Good" de la banda estadounidense de rock No Doubt.
El personaje Beat y los escenarios basados en Shibuya Terminal, Rokkaku Dai Heights, 99th Street y Highway Zero aparecen en el juego de 2010 Sonic & Sega All-Stars Racing. El escenario de Shibuya también aparece en el juego de 2012 Sonic & All-Stars Racing Transformed.
Más tarde, "Jet Set Radio Future" se hizo compatible con versiones anteriores de Xbox 360. A diferencia de "Jet Set Radio" y otros juegos de Sega para Xbox, "Jet Set Radio Future" no se hizo compatible con versiones anteriores de Xbox One o Xbox Series X/S. En una entrevista de 2023, el director ejecutivo de Xbox Game Studios, Phil Spencer, confirmó que se hizo un intento fallido de agregar el juego al programa de compatibilidad con versiones anteriores de Xbox, y afirmó: "Uno de los juegos que siempre quise obtener, no pudimos incluirlo en nuestro programa de compatibilidad con versiones anteriores, fue Jet Set Radio Future". Comicbook.com ha especulado que esto puede deberse a problemas con la licencia de la banda sonora, entre otras razones.
Jet Set Radio Future Randomizer es un mod basado en RNG) del juego, donde todo es aleatorio. Tanto el juego en sí como el mod han sido speedrun en Games Done Quick.

### Secuela
Kuju Entertainment presentó a Sega un concepto para un nuevo juego Jet Set Radio para la Wii, pero Sega no estaba interesada en desarrollar nuevos juegos de la serie. En 2017, Dinosaur Games creó una prueba de concepto, "Jet Set Radio Evolution", después de que Sony expresara interés en su trabajo en la GDC 2017. Sega rechazó el proyecto.
A mediados de 2020, el diseñador principal de Jet Set Radio, Kazuki Hosokawa, le dijo a USGamer que él y su equipo eran "demasiado viejos y experimentados" para crear un nuevo juego de Jet Set Radio con la "misma energía" que el original. En 2021, se informó que el director de arte, Ryuta Ueda, se había reincorporado a Sega. Durante The Game Awards 2023, se anunció formalmente un nuevo título, junto con reinicios de varias otras franquicias de Sega, incluidas Crazy Taxi, Golden Axe, Shinobi y Streets of Rage.